# Molière du metteur en scène
 (mars 2022).
Si vous disposez d'ouvrages ou d'articles de référence ou si vous connaissez des sites web de qualité traitant du thème abordé ici, merci de compléter l'article en donnant les références utiles à sa vérifiabilité et en les liant à la section « Notes et références ».
 (mars 2022).
La mise en forme du texte ne suit pas les recommandations de Wikipédia : il faut le « wikifier ».
Les points d'amélioration suivants sont les cas les plus fréquents. Le détail des points à revoir est peut-être précisé sur la page de discussion.
- Les titres sont pré-formatés par le logiciel. Ils ne sont ni en capitales, ni en gras.
- Le texte ne doit pas être écrit en capitales (les noms de famille non plus), ni en gras, ni en italique, ni en « petit »…
- Le gras n'est utilisé que pour surligner le titre de l'article dans l'introduction, une seule fois.
- L'italique est rarement utilisé : mots en langue étrangère, titres d'œuvres, noms de bateaux, etc.
- Les citations ne sont pas en italique mais en corps de texte normal. Elles sont entourées par des guillemets français : « et ».
- Les listes à puces sont à éviter, des paragraphes rédigés étant largement préférés. Les tableaux sont à réserver à la présentation de données structurées (résultats, etc.).
- Les appels de note de bas de page (petits chiffres en exposant, introduits par l'outil «  Source ») sont à placer entre la fin de phrase et le point final[comme ça].
- Les liens internes (vers d'autres articles de Wikipédia) sont à choisir avec parcimonie. Créez des liens vers des articles approfondissant le sujet. Les termes génériques sans rapport avec le sujet sont à éviter, ainsi que les répétitions de liens vers un même terme.
- Les liens externes sont à placer uniquement dans une section « Liens externes », à la fin de l'article. Ces liens sont à choisir avec parcimonie suivant les règles définies. Si un lien sert de source à l'article, son insertion dans le texte est à faire par les notes de bas de page.
- La présentation des références doit suivre les conventions bibliographiques. Il est recommandé d'utiliser les modèles {{Ouvrage}}, {{Chapitre}}, {{Article}}, {{Lien web}} et/ou {{Bibliographie}}. Le mode d'édition visuel peut mettre en forme automatiquement les références.
- Insérer une infobox (cadre d'informations à droite) n'est pas obligatoire pour parachever la mise en page.

Pour une aide détaillée, merci de consulter Aide:Wikification.
Si vous pensez que ces points ont été résolus, vous pouvez retirer ce bandeau et améliorer la mise en forme d'un autre article.
Le Molière du meilleur metteur en scène est une récompense théâtrale française décernée par l'association Les Molières depuis la première remise de prix le 23 mai 1987 au théâtre du Châtelet à Paris.

## Palmarès

### Années 1980
- 1987 : Jean-Pierre Vincent pour La Folle Journée ou Le Mariage de Figaro
  - Robert Hossein, pour Kean
  - Jorge Lavelli, pour Le Songe d'une nuit d'été
  - Sophie Loucachevsky, pour Madame de Sade
  - Pierre Mondy, pour C'est encore mieux l'après-midi
  - Jérôme Savary, pour Cabaret
- 1988 : Laurent Terzieff pour Ce que voit Fox
  - Robert Hossein pour L'Affaire du courrier de Lyon
  - Bernard Murat pour L'Éloignement
  - Antoine Vitez pour Le Soulier de satin
  - Georges Wilson pour Je ne suis pas Rappaport
- 1989 : Patrice Chéreau pour Hamlet
  - Maurice Bénichou pour Une absence
  - Jorge Lavelli pour Réveille-toi Philadelphie
  - Pierre Mondy pour La Présidente
  - Jean-Pierre Vincent pour Le Faiseur de théâtre

### Années 1990
- 1990 : Gérard Caillaud pour Les Palmes de monsieur Schutz
  - Luc Bondy pour Le Chemin solitaire
  - Matthias Langhoff pour Mademoiselle Julie
  - Jorge Lavelli pour Greek
  - Jean-Pierre Miquel pour Le Souper
- 1991 : Peter Brook pour La Tempête
  - Philippe Adrien pour L'Annonce faite à Marie
  - Alain Françon pour La Dame de chez Maxim
  - Jorge Lavelli pour Heldenplatz (Place des Héros)
  - Georges Wilson pour Eurydice
- 1992 : Stéphan Meldegg pour Cuisine et Dépendances
  - Patrice Chéreau pour Le Temps et la Chambre
  - Jorge Lavelli pour Comédies barbares
  - Marcel Maréchal pour Maître Puntila et son valet Matti
  - Bernard Murat pour Célimène et le Cardinal
- 1993 : Laurent Terzieff pour Temps contre temps
  - André Engel pour Légendes de la forêt viennoise
  - Matthias Langhoff pour Désir sous les ormes
  - Jorge Lavelli pour Macbett
  - Jean-Louis Martinelli pour L'Église
- 1994 : Benno Besson pour Quisaitout et Grobêta
  - Jean-Luc Boutté pour La Volupté de l'honneur
  - Terry Hands pour Hamlet
  - Patrice Kerbrat pour Ce qui arrive et ce qu'on attend
  - Gérard Vergez pour Le Visiteur
- 1995 : Alain Françon pour Pièces de guerre
  - Patrice Kerbrat pour « Art »
  - Stéphan Meldegg pour Un air de famille
  - Jean-Michel Ribes pour Brèves de comptoir
  - Régis Santon pour Les affaires sont les affaires
- 1996 : Patrice Chéreau pour Dans la solitude des champs de coton
  - Benno Besson pour Lapin lapin
  - Adrian Brine pour Un mari idéal
  - Jorge Lavelli pour Décadence
  - Stéphan Meldegg, Rita Russek pour Scènes de la vie conjugale
- 1997 : Alain Sachs pour Le Passe-muraille
  - Gildas Bourdet pour Les Jumeaux vénitiens
  - Patrice Kerbrat pour En attendant Godot
  - Didier Long pour Le Roman de Lulu
  - Roman Polanski pour Master Class
- 1998 : Jean-Louis Benoît pour Les Fourberies de Scapin
  - Benno Besson pour Le Roi cerf
  - Marion Bierry pour L'Écornifleur
  - Patrice Kerbrat pour Oncle Vania
  - Stéphan Meldegg pour Pop-corn
- 1999 : Gildas Bourdet pour L'Atelier
  - Nicolas Briançon pour Jacques et son maître
  - Patrice Kerbrat pour Tout contre
  - Didier Long pour Mademoiselle Else
  - Jean-Michel Ribes pour Rêver peut-être

### Années 2000
- 2000 : Ariane Mnouchkine pour Tambours sur la digue
  - Marcel Bluwal pour À torts et à raisons
  - Gildas Bourdet pour Raisons de famille
  - Irina Brook pour Résonances
  - Jacques Échantillon pour Mort accidentelle d'un anarchiste
- 2001 : Irina Brook pour Une bête sur la Lune
  - Benno Besson pour Le Cercle de craie caucasien
  - Étienne Bierry pour Les Directeurs
  - Marcel Bluwal pour Le Grand Retour de Boris S
  - Didier Long pour Becket ou l'Honneur de Dieu
- 2002 : Jean-Jacques Zilbermann pour La Boutique au coin de la rue
  - Annick Blancheteau pour La Griffe (A71)
  - Patrice Kerbrat pour Elvire
  - Didier Long pour Jalousie en trois fax
  - Alain Sachs pour Madame Sans-Gêne
- 2003 : Stéphane Hillel pour Un petit jeu sans conséquence
  - Peter Brook pour Le Costume
  - Didier Caron pour Un vrai bonheur
  - Patrice Chéreau pour Phèdre
  - John Malkovich pour Hysteria
- 2004 : Zabou Breitman pour L'Hiver sous la table
  - Stéphan Meldegg, pour Des cailloux plein les poches
  - José Paul, pour L'amour est enfant de salaud
  - Yves Pignot, pour ...Comme en 14 !
  - Jean-Luc Tardieu, pour Signé Dumas
- 2005 : Didier Bezace pour La Version de Browning
  - Irina Brook pour L'Île des esclaves
  - André Engel pour Le Jugement dernier
  - Stéphane Hillel pour Amadeus
  - Jean-Luc Moreau pour Camille C.
  - Jean-François Sivadier pour Italienne scène et orchestre
- 2006 : James Thierrée pour La Symphonie du hanneton
  - Agnès Boury et José Paul : La Sainte Catherine
  - Nicolas Briançon : Pygmalion
  - Hans Peter Cloos : Le Caïman
  - André Engel : Le Roi Lear
  - Hélène Vincent : Créanciers
- 2007 : Denis Podalydès pour Cyrano de Bergerac
  - Marion Bierry pour L'Illusion comique
  - Agnès Boury et José Paul pour Chocolat piment
  - Didier Long pour Le Gardien
  - Jean-Luc Revol pour Le Cabaret des hommes perdus
- 2008 : John Malkovich pour Good Canary
  - Luc Bondy pour La Seconde Surprise de l'amour
  - Alain Françon pour L'Hôtel du libre échange
  - Didier Long pour La Vie devant soi
- 2009 : Christian Schiaretti pour Coriolan
  - Stéphane Braunschweig pour Tartuffe
  - Benoît Lavigne pour Baby Doll
  - Christophe Lidon pour Le Diable rouge
  - Didier Long pour Equus
  - Stanislas Nordey pour Incendies

### Années 2010
- 2010 : Alain Françon pour La Cerisaie
  - Nicolas Briançon pour La Nuit des rois
  - Éric Métayer pour Les 39 marches
  - Jean-Luc Moreau pour L’Illusion conjugale
  - Claude Régy pour Ode maritime
  - Jean-François Sivadier pour La Dame de chez Maxim
- 2011 : Julien Sibre pour Le Repas des fauves
  - Philippe Adrien pour Le Dindon
  - Patrice Chéreau pour Rêve d’Automne
  - Marcial Di Fonzo Bo pour La Mère
  - Bernard Murat pour Le Prénom
  - Joël Pommerat pour Ma chambre froide

| Molière du metteur en scène d'un spectacle de théâtre public Années 2010 2014 : Jean Bellorini pour Paroles gelées et La Bonne Âme du Se-Tchouan Philippe Adrien pour L'École des femmes Nasser Djemaï pour Invisibles Jean-François Sivadier pour Le Misanthrope 2015 : Thomas Jolly pour Henry VI Julien Gosselin pour Les Particules élémentaires Caroline Guiela Nguyen pour Elle brûle Vincent Macaigne pour Idiot ! parce que nous aurions dû nous aimer 2016 : Joël Pommerat pour Ça ira (1) fin de Louis Christian Hecq et Valérie Lesort pour Vingt Mille Lieues sous les mers Ivo van Hove pour Vu du pont Éric Ruf pour Roméo et Juliette 2017 : James Thierrée pour La grenouille avait raison Jean Bellorini pour Karamazov Julien Gosselin pour 2666 Ivo van Hove pour Les Damnés 2018 : Ariane Mnouchkine pour Une Chambre en Inde Isabelle Nanty pour L'Hôtel du libre échange Denis Podalydès pour Les Fourberies de Scapin Cyril Teste pour Festen 2019 : Mathilda May pour Le Banquet de Mathilda May Pauline Bureau pour Mon cœur de Pauline Bureau Robert Lepage pour Kanata – Épisode I – La Controverse Thomas Ostermeier pour La Nuit des Rois ou Tout ce que vous voulez de William Shakespeare Années 2020 2020 : Simon Abkarian pour Électre des bas-fonds de Simon Abkarian Lilo Baur pour La Puce à l'oreille de Georges Feydeau Pauline Bureau pour Hors la loi de Pauline Bureau Joël Pommerat pour Contes et Légendes de Joël Pommerat 2022 : Christian Hecq et Valérie Lesort pour Le Voyage de Gulliver d’après Jonathan Swift Pauline Bureau pour Féminines de Pauline Bureau Pierre Guillois et Olivier Martin-Salvan pour Les Gros patinent bien – cabaret de carton de Pierre Guillois et Olivier Martin-Salvan Ariane Mnouchkine pour L’Île d’or du Théâtre du Soleil 2023 : Christian Hecq et Valérie Lesort pour Le Bourgeois gentilhomme de Molière Jean Bellorini pour Le Suicidé, vaudeville soviétique de Nikolaï Erdman Johanna Boyé pour Je ne cours pas, je vole ! d' Élodie Menant Joël Pommerat pour Amours (2) de Joël Pommerat 2024 : Louis Arene pour 40° sous zéro Christophe Rauck pour Richard II Pamela Ravassard pour Courgette Ivo van Hove pour Après la répétition/persona 2025 : Eric Ruf pour Le Soulier de satin de Paul Claudel Alain Françon pour Les Fausses Confidences de Marivaux Caroline Guiela Nguyen pour Lacrima de Caroline Guiela Nguyen Marina Hands pour Six Personnages en quête d'auteur d’après Luigi Pirandello | Molière du metteur en scène d'un spectacle de théâtre privé Années 2010 2014 : Alexis Michalik [ 1 ] pour Le Porteur d'histoire et Le Cercle des illusionnistes Ladislas Chollat pour Le Père Jean-Christophe Dollé et Clotilde Morgiève pour Mangez-le si vous voulez Michel Fau pour Le Misanthrope 2015 : Nicolas Briançon pour Voyages avec ma tante Ladislas Chollat pour Les Cartes du pouvoir Didier Long pour Le Système et Chère Elena Roman Polanski pour Le Bal des vampires 2016 : Alain Françon pour Qui a peur de Virginia Woolf ? Éric Bouvron et Anne Bourgeois pour Les Cavaliers Michel Fau pour Fleur de cactus Sébastien Azzopardi pour La Dame blanche 2017 : Alexis Michalik pour Edmond Pierre Guillois pour Bigre Catherine Hiegel pour Les Femmes savantes José Paul pour La Garçonnière 2018 : Joël Pommerat pour Cendrillon [ 2 ] Ladislas Chollat pour Le Fils Ladislas Chollat pour Les Inséparables Jean-Philippe Daguerre pour Adieu monsieur Haffmann Catherine Hiegel pour Le Jeu de l'amour et du hasard 2019 : Tristan Petitgirard pour La Machine de Turing de Benoit Solès Nicolas Briançon pour Le Canard à l'orange de William Douglas-Home , adaptation Marc-Gilbert Sauvajon Mélody Mourey pour Les Crapauds fous de Mélodie Mourey Charlotte Rondelez pour La Ménagerie de verre de Tennessee Williams Années 2020 2020 : Alexis Michalik pour Une histoire d’amour d’Alexis Michalik Zabou Breitman pour La Dame de chez Maxim de Georges Feydeau Arnaud Denis pour Marie des poules - gouvernante chez George Sand de Gérard Savoisien Jérémie Lippmann pour Rouge de John Logan , adaptation Jean-Marie Besset 2022 : Léna Bréban pour Comme il vous plaira de William Shakespeare [ 3 ] Éric Bouvron pour Lawrence d’Arabie d’ Éric Bouvron et Benjamin Penamaria José Paul pour Berlin Berlin de Patrick Haudecoeur et Gérald Sibleyras 2023 : Marie-Julie Baup et Thierry Lopez pour Oublie-moi de Matthew Saeger [ 4 ] Michel Fau pour Lorsque l'enfant parait d' André Roussin Mélody Mourey pour Big Mother de Mélody Mourey Régis Vallée pour Les Poupées persanes d' Aïda Asgharzadeh 2024 : Olivier Solivérès pour Le Cercle des poètes disparus Aïla Navidi pour 4211 km Alain Françon pour Un chapeau de paille d'Italie Nicolas Le Bricquir pour Denali' 2025 : Jean-Philippe Daguerre pour Du charbon dans les veines Léna Bréban pour Peau d'homme d’après Zanzim et Hubert Arnaud Denis pour Les Liaisons dangereuses d’après Pierre Choderlos de Laclos Géraldine Martineau pour L’extraordinaire destinée de Sarah Bernhardt de Géraldine Martineau |

|}